# Armel Traoré
Armel Traoré (* 23. Januar 2003 in Créteil) ist ein französischer Basketballspieler.

## Werdegang
Traoré spielte als Jugendlicher bei den Vereinen COC Chennevières und Saint Charles de Charenton, ehe er ans französische Leistungszentrum INSEP wechselte.
Im Sommer 2021 wurde er von AS Monaco verpflichtet. Im März 2022 gab Monaco Traoré mittels Leihabkommen bis zum Ende der Saison 2021/22 an den Zweitligisten ALM Évreux ab.
Mit Metropolitans 92 wurde er 2023 an der Seite von Victor Wembanyama und Bilal Coulibaly Zweiter der französischen Meisterschaft. Wie seine beiden vorherigen Mannschaftskameraden verließ Traoré den Verein anschließend. Bei ADA Blois gelang ihm in der Saison 2023/24 der Sprung zum Leistungsträger bei einem Erstligisten. Im April 2024 gab Traoré seine Absicht bekannt, am Draftverfahren der nordamerikanischen NBA teilzunehmen. Er spielte im Rahmen von Probetrainingsveranstaltungen bei mehreren NBA-Mannschaften vor.
Die Los Angeles Lakers statteten ihn Ende Juni 2024 mit einem Zweiwegevertrag aus. Anfang Februar 2025 wurde er nach insgesamt neun NBA-Einsätzen für die Kalifornier aus deren Aufgebot gestrichen. Ende desselben Monats wurde Traoré von Bàsquet Manresa aus der spanischen Liga ACB verpflichtet.
In der Sommerpause 2025 ging er nach Frankreich zurück und einigte sich mit ASVEL Lyon-Villeurbanne auf einen Vertrag.

### Nationalmannschaft
2019 wurde er mit der französischen U16-Nationalmannschaft Zweiter der Europameisterschaft dieser Altersklasse. Zu seinen Mannschaftskollegen bei diesem Turnier zählten unter anderem Wembanyama und Ousmane Dieng. 2023 wurde Traoré mit Frankreich U20-Europameister.

### Familie
Sein jüngerer Bruder Nolan Traoré schlug ebenfalls eine Leistungssportlaufbahn im Basketball an.